# Dorycnium pentaphyllum
La bocha  (Dorycnium pentaphyllum) es una planta de la familia de las fabáceas.

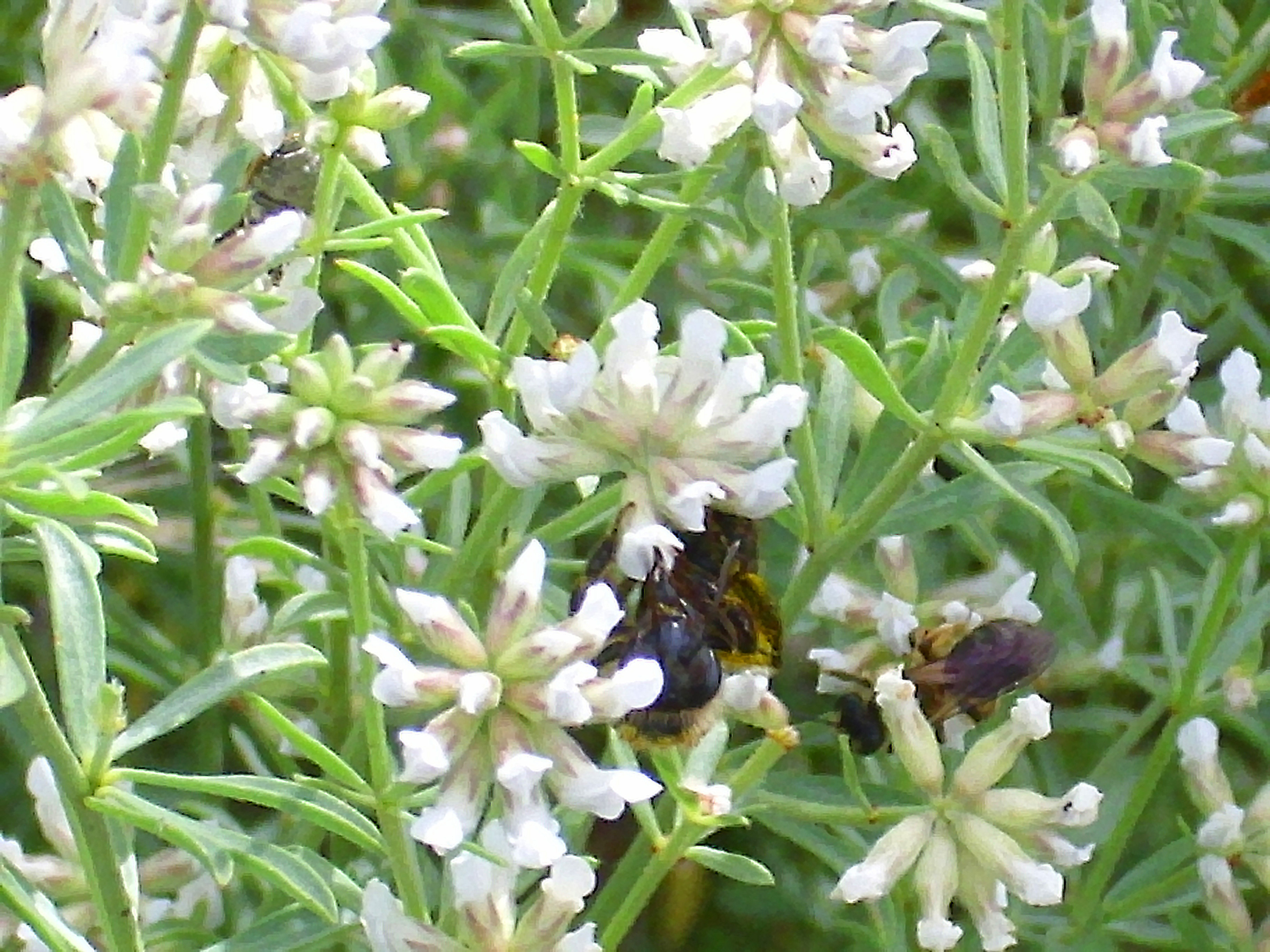
Detalle de las flores

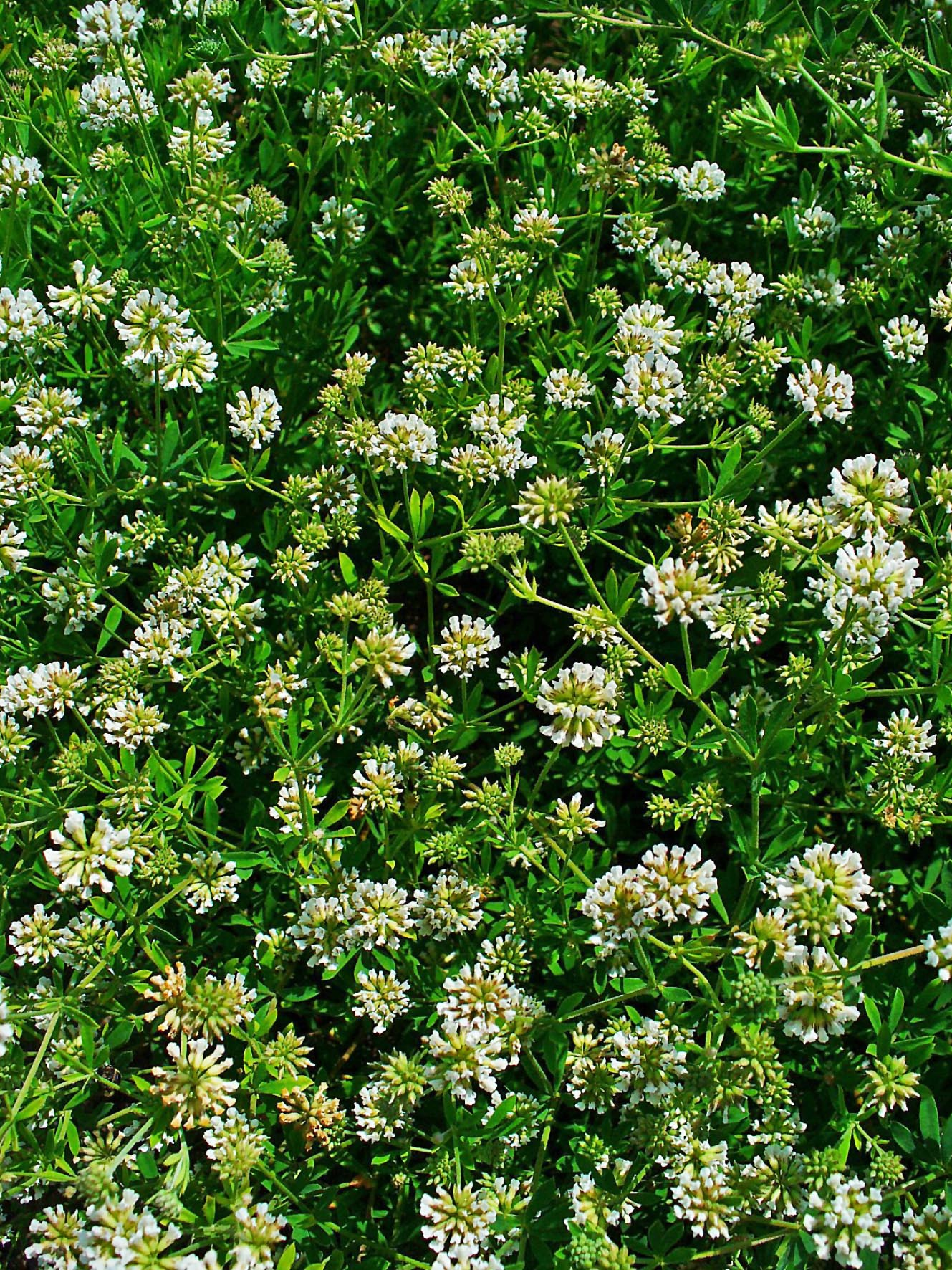
Vista de la planta

## Descripción
Es una planta herbácea, cuyos tallos y ramas son netamente leñosos perteneciente a la familia de las leguminosas. Hojas sentadas con folíolos lineares, pilosos por ambas caras. Flores pequeñas en umbela. Cáliz piloso. Corola blanca. El fruto es una legumbre ovoide. Florece en primavera y verano.

## Hábitat
En montes y pastos semiáridos y tolera todo tipo de suelos. En sitios cascajosos en zonas soleadas y secas

## Distribución
Mediterráneo,  es abundante en la península ibérica y en Baleares. En África es rara, aparece en la Argelia estépica en Bou Saada, Djelfa y Daya.

## Taxonomía
Dorycnium pentaphyllum fue descrita por Giovanni Antonio Scopoli y publicado en Flora Carniolica, Editio Secunda 2: 87. 1772.
Citología
Número de cromosomas de Dorycnium pentaphyllum (Fam. Leguminosae) y táxones infraespecíficos:  2n=12
Etimología
Dorycnium: nombre genérico que procede del griego doryknion, que significa "lanza".
pentaphyllum: epíteto latino que significa "con cinco hojas".
Variedades
- Dorycnium pentaphyllum subsp. amani (Zohary) Ponert
- Dorycnium pentaphyllum var. candicans (Costa) O. Bolòs & Vigo
- Dorycnium pentaphyllum subsp. fulgurans (Porta) Cardona, Lorens & Sierra
- Dorycnium pentaphyllum subsp. germanicum (Gremli) Gams
- Dorycnium pentaphyllum subsp. gracile (Jord.) Rouy
- Dorycnium pentaphyllum subsp. haussknechtii (Boiss.) Gams
- Dorycnium pentaphyllum subsp. herbaceum (Vill.) Rouy

Sinonimia
- Dorycnium hispanicum Samp.
- Dorycnium suffruticosum Vill.[5]
- Dorycnium amani Zohary
- Anthyllis fulgurans Porta
- Dorycnium germanicum (Gremli) Rikli
- Dorycnium sericeum (Neilr.) Borbas
- Lotus dorycnium L.
- Dorycnium gracile Jord.
- Dorycnium herbaceum subsp. gracile (Jord.) Nyman
- Dorycnium herbaceum subsp. jordanianum Quezel & Santa
- Dorycnium jordanianum Willk.
- Dorycnium jordanii Loret & Barrandon
- Dorycnium haussknechtii Boiss.
- Dorycnium herbaceum Vill.
- Dorycnium intermedium Ledeb.

## Nombres comunes
- Castellano: aceiteros, albaida moruna, asperijuta, bocha (9), bocha basta, bocha blanca (2), boja, boja blanca, boja chotera, boja escobera, cerrillo, cola de caballo, emborrachacabras, emperjuta, escoba, escobizo (3), escoboncillo, escobón (2), esperijuta, espiricuta, hierba de pastor, imperjuta, jalvia, jalvio, lebrela, mijediega (8), planta para las piedras del riñón, socarillo (2), socarrillo (3), socarrillos (2), tomilla, tomillina (2), trébol blanco, zurravieja.(el número entre paréntesis indica las especies que tienen el mismo nombre).[6]